# Араканска операция
Араканската операция е военна операция в провинция Аракан, Британска Бирма, продължила от декември 1942 до май 1943 година, неуспешен опит на Великобритания за настъпление срещу Япония.
Това е първият ограничен опит на британски и индийски сили за настъпление в окупираната малко по-рано от Япония Британска Бирма. Зле подготвените за бой в тежките условия на джунглата британско-индийски войски правят неколкократни неуспешни опити да пробият добре укрепените позиции на значително по-малочислените японци. През пролетта на 1943 година японците получават подкрепления и преминават в контранастъпление, което слага край на операцията и съюзническите сили се изтеглят в Индия.